# 和林格尔剪纸
和林格尔剪纸是中華人民共和國内蒙古自治区呼和浩特市和林格爾縣當地的剪紙藝術。1998年7月，和林格尔剪纸学会成立。截至2017年，和林格尔剪纸的业余剪纸人员超过5000人。